# Carlo Augusto Brunetta d'Usseaux
Carlo Augusto Enrico Maria Brunetta d'Usseaux (Pinerolo, 13 luglio 1811 – Torino, 15 settembre 1863) è stato un generale italiano.

## Biografia
Figlio come gli altri suoi sei fratelli del conte Luigi e della contessa Cristina Cotti di Brusasco da Pinerolo, Carlo Augusto entrò giovanissimo nell'esercito sardo, nel corpo dei carabinieri. Suo fratello fu il noto generale Edoardo Brunetta d'Usseaux. Terminò i suoi studi presso la Regia Accademia Militare di Torino nel 1830 e nel 1842 era già stato nominato capitano, prendendo parte con successo il 30 aprile 1848 alla carica di Pastrengo. Per il lodevole comportamento tenuto nell'azione venne insignito della croce di cavaliere dell'Ordine dei Santi Maurizio e Lazzaro. Poco dopo passò nel corpo di cavalleria e combatté a Valeggio e Custoza.
Sul finire del mese di settembre del 1855, a causa di un avvelenamento da funghi, mentre si trovava nella sua villa di Pieve di Scalenghe, perse in un sol colpo la moglie, la suocera e due dei suoi figli ancora bambini, mentre all'evento riuscirono a sopravvivere la sorella, gli altri due suoi figli Enrico e Carlo Augusto e lui stesso.
Dopo aver combattuto nella Battaglia di San Martino ed aver ottenuto il grado di Brigadiere Maggiore, rimase nell'Italia settentrionale sino al 1860 quando, con l'inizio della conquista del meridione, venne promosso al grado di maggiore generale ed affidato al comando della divisione militare di "Catanzaro" con la quale combatté durante il primo periodo del brigantaggio, facendo ritorno in Piemonte nella primavera del 1862. La città di Catanzaro gli conferì la cittadinanza onoraria nel 1862.
Dal governo francese venne insignito dell'Ordine della Legion d'onore. Fu padre di Eugenio Brunetta d'Usseaux, primo (ed unico) italiano a ricoprire la carica di segretario generale del Comitato Olimpico Internazionale.
Morì a Torino nel 1863.

## Matrimonio e figli
Carlo Augusto si sposò due volte. Le prime nozze, furono con la nobildonna francese Thérèse Reynaud, dalla quale ebbe due figli:
- Enrico Augusto
- Carlo Alberto

Alla morte della prima moglie nel 1855 a causa di un avvelenamento da funghi, si risposò il 17 novembre 1856 Carolina Teresa Mattone di Benevello, figlia del conte Carlo Giuseppe Eugenio che fu presidente della Corte di Cassazione del Piemonte. Da questa unione nacquero altri due figli:
- Eugenio
- Ida